# Nuoto ai campionati mondiali di nuoto 2019 - 200 metri misti femminili
La gara di nuoto dei 200 metri misti femminili dei campionati mondiali di nuoto 2019 è stata disputata il 21 luglio e il 22 luglio presso il Nambu International Aquatics Centre di Gwangju. Vi hanno preso parte 36 atlete provenienti da 30 nazioni.

## Podio
| Posizione | Atleta         | Nazionalità |
| --------- | -------------- | ----------- |
| Oro       | Katinka Hosszú | Ungheria    |
| Argento   | Ye Shiwen      | Cina        |
| Bronzo    | Sydney Pickrem | Canada      |

## Programma
| Data           | Ora (UTC+9) | Turno      |
| -------------- | ----------- | ---------- |
| 21 luglio 2019 | 10:00       | Batterie   |
| 21 luglio 2019 | 21:02       | Semifinali |
| 22 luglio 2019 | 21:25       | Finale     |

## Record
Prima della manifestazione il record del mondo e il record dei campionati erano i seguenti.
| Record mondiale       | 2'06"12 | Katinka Hosszú Ungheria | 3 agosto 2015 Kazan', Russia |
| Record dei campionati | 2'06"12 | Katinka Hosszú Ungheria | 3 agosto 2015 Kazan', Russia |

## Risultati

### Batterie[2]
| Pos. | Batteria | Corsia | Atleta                 | Nazionalità   | Tempo   | Note |
| ---- | -------- | ------ | ---------------------- | ------------- | ------- | ---- |
| 1    | 3        | 4      | Katinka Hosszú         | Ungheria      | 2'07"02 | Q    |
| 2    | 3        | 5      | Ye Shiwen              | Cina          | 2'09"45 | Q    |
| 3    | 2        | 5      | Melanie Margalis       | Stati Uniti   | 2'09"69 | Q    |
| 4    | 4        | 5      | Sydney Pickrem         | Canada        | 2'10"34 | Q    |
| 5    | 2        | 3      | Rika Omoto             | Giappone      | 2'10"50 | Q    |
| 6    | 3        | 6      | Kelsey Wog             | Canada        | 2'10"54 | Q    |
| 7    | 4        | 3      | Siobhan-Marie O'Connor | Regno Unito   | 2'10"99 | Q    |
| 8    | 3        | 3      | Ella Eastin            | Stati Uniti   | 2'11"06 | Q    |
| 9    | 4        | 4      | Yui Ōhashi             | Giappone      | 2'11"09 | Q    |
| 10   | 2        | 4      | Kim Seo-yeong          | Corea del Sud | 2'11"45 | Q    |
| 11   | 4        | 7      | Anastasia Gorbenko     | Israele       | 2'11"92 | Q    |
| 12   | 4        | 6      | Ilaria Cusinato        | Italia        | 2'12"16 | Q    |
| 13   | 3        | 2      | Fantine Lesaffre       | Francia       | 2'12"34 | Q    |
| 14   | 2        | 6      | Maria Ugolkova         | Svizzera      | 2'12"35 | Q    |
| 15   | 4        | 1      | Viktoriya Zeynep Güneş | Turchia       | 2'12"42 | Q    |
| 16   | 2        | 2      | Yu Yiting              | Cina          | 2'12"98 | Q    |
| 17   | 3        | 1      | Zsuzsanna Jakabos      | Ungheria      | 2'13"29 |      |
| 18   | 3        | 7      | Aimee Willmott         | Regno Unito   | 2'13"90 |      |
| 19   | 3        | 8      | Victoria Kaminskaya    | Portogallo    | 2'13"97 |      |
| 20   | 2        | 7      | Viktoriya Belyakova    | Russia        | 2'14"65 |      |
| 21   | 4        | 2      | Mireia Belmonte        | Spagna        | 2'14"93 |      |
| 22   | 4        | 8      | Rebecca Meder          | Sudafrica     | 2'15"96 |      |
| 23   | 4        | 9      | Jenna Laukkanen        | Finlandia     | 2'16"28 |      |
| 24   | 2        | 8      | Neža Klančar           | Slovenia      | 2'16"53 |      |
| 25   | 3        | 0      | McKenna DeBever        | Perù          | 2'16"97 |      |
| 26   | 4        | 0      | Nguyễn Thị Ánh Viên    | Vietnam       | 2'17"79 |      |
| 27   | 2        | 1      | Barbora Závadová       | Rep. Ceca     | 2'18"34 |      |
| 28   | 3        | 9      | Claudia Gadea          | Romania       | 2'19"03 |      |
| 29   | 2        | 9      | Aleksandra Knop        | Polonia       | 2'20"18 |      |
| 30   | 1        | 4      | Alexandra Schegoleva   | Cipro         | 2'20"66 |      |
| 31   | 1        | 3      | Julimar Avila          | Honduras      | 2'20"93 |      |
| 32   | 1        | 5      | Mya Azzopardi          | Malta         | 2'25"24 |      |
| 33   | 1        | 6      | Nicole Frank           | Uruguay       | 2'26"49 |      |
| 34   | 2        | 0      | Kristen Romano         | Porto Rico    | 2'26"55 |      |
| 35   | 1        | 2      | Claudia Verdino        | Monaco        | 2'30"68 |      |
| 36   | 1        | 7      | Kaya Forson            | Ghana         | 2'34"59 |      |

### Semifinali[3]
| Pos. | Semifinale | Corsia | Atleta                 | Nazionalità   | Tempo   | Note |
| ---- | ---------- | ------ | ---------------------- | ------------- | ------- | ---- |
| 1    | 2          | 4      | Katinka Hosszú         | Ungheria      | 2'07"17 | Q    |
| 2    | 1          | 5      | Sydney Pickrem         | Canada        | 2'08"83 | Q    |
| 3    | 2          | 5      | Melanie Margalis       | Stati Uniti   | 2'09"14 | Q    |
| 4    | 1          | 4      | Ye Shiwen              | Cina          | 2'09"58 | Q    |
| 5    | 2          | 3      | Rika Omoto             | Giappone      | 2'09"68 | Q    |
| 6    | 2          | 2      | Yui Ōhashi             | Giappone      | 2'10"04 | Q    |
| 7    | 1          | 2      | Kim Seo-yeong          | Corea del Sud | 2'10"21 | Q    |
| 8    | 2          | 6      | Siobhan-Marie O'Connor | Regno Unito   | 2'10"49 | Q    |
| 9    | 1          | 1      | Maria Ugolkova         | Svizzera      | 2'10"72 |      |
| 9    | 1          | 6      | Ella Eastin            | Stati Uniti   | 2'10"72 |      |
| 11   | 1          | 8      | Yu Yiting              | Cina          | 2'11"60 |      |
| 12   | 1          | 7      | Ilaria Cusinato        | Italia        | 2'12"12 |      |
| 13   | 2          | 1      | Fantine Lesaffre       | Francia       | 2'12"18 |      |
| 14   | 2          | 8      | Viktoriya Zeynep Güneş | Turchia       | 2'12"40 |      |
| 15   | 1          | 3      | Kelsey Wog             | Canada        | 2'12"96 |      |
| 16   | 2          | 7      | Anastasia Gorbenko     | Israele       | 2'13"90 |      |

### Finale[4]
| Pos. | Corsia | Atleta                 | Nazionalità   | Tempo   | Note |
| ---- | ------ | ---------------------- | ------------- | ------- | ---- |
|      | 4      | Katinka Hosszú         | Ungheria      | 2'07"53 |      |
|      | 6      | Ye Shiwen              | Cina          | 2'08"60 |      |
|      | 5      | Sydney Pickrem         | Canada        | 2'08"70 |      |
| 4    | 3      | Melanie Margalis       | Stati Uniti   | 2'08"91 |      |
| 5    | 2      | Rika Omoto             | Giappone      | 2'09"32 |      |
| 6    | 1      | Kim Seo-yeong          | Corea del Sud | 2'10"12 |      |
| 7    | 8      | Siobhan-Marie O'Connor | Regno Unito   | 2'10"43 |      |
|      | 7      | Yui Ōhashi             | Giappone      | dq      |      |